# Yves Rocher
Yves Rocher (7 aprilie 1930 – 26 decembrie 2009) a fost un om de afaceri francez care a înființat compania de cosmetice vegetale care-i poartă numele.

## Viața
Yves Rocher s-a născut în 7 aprilie 1930 în La Gacilly, Morbihan, un orășel din Bretania, în vestul Franței. După moartea tatălui, a ajutat-o pe mama sa în derularea unei afaceri de textile. Între 1962 și 2008, Yves Rocher a fost primarul orașului său natal. A fondat marca de cosmetice care îi poartă numele, în 1959. El și-a bazat afacerea, pe de o parte, pe alegerea extractelor din plante refuzând orice produs sintetic, iar pe de altă parte promovând vânzările la distanță.

## Cariera
Produsele naturale și vânzarea prin corespondență au fost pilonii companiei de cosmetice fondată de Yves Rocher în 1958.  Primele produse create de Yves Rocher au fost făcute în laboratorul pe care îl avea în podul casei sale, din plantele din gradina sa. Scopul acesteia era de a facilita accesul la produsele de frumusețe. Compania s-a dezvoltat rapid, iar trei ani mai târziu a deschis primul magazin. Yves Rocher s-a  retras din companie în 1992, în favoarea  fiului său Didier. A revenit la conducerea companiei după moartea acestuia în 1994. Bris, nepotul său, a fost numit vicepreședinte în 2007 preluând compania în totalitate după moartea lui Yves Rocher în 2009. Valoarea estimată a companiei a fost de două miliarde de euro în 2007 cu 15.000 de angajați.

## Activitatea civică
Yves Rocher a fost la fel activ și în sfera civică din sudul regiunii Bretania. El a fost primarul din La Gacilly între anii 1962-2008, iar în 1982 este ales în Consiliul General din Morbihan. În 1992 devine membru al Consiliului Regional din Bretania.
Compania sa a avut un rol esențial în dezvoltarea economică a zonei din jurul La Gacilly, cu fabrici, laboratoare de dezvoltare și o grădină botanică. Rocher a fost criticat uneori de unii concitadini și oameni din zonă. I se reproșa că este în același timp atât principalul său angajator cât și propriul său reprezentant politic.

## Distincții
Yves Rocher a devenit ofițer al Légion d'honneur în 1992 și comandant al aceleiași legiuni în aprilie 2007. El a fost, de asemenea, membru al Ordinului Herminei . În misiunea sa de fondator al companiei, Yves Rocher s-a declarat împotriva testării produselor pe animale, comentând astfel: "Dacă ești nevoit să-ți testezi produsele pe animale, înseamnă că nu ai idee ce faci."

## Moartea
Yves Rocher a murit în spitalul "Lariboisière" din Paris la 26 decembrie 2009, după ce a suferit un accident vascular cerebral. El a fost înmormântat în La Gacilly la 30 decembrie 2009, în prezența a 5000 de oameni.